# Zlonický potok
Zlonický potok är ett vattendrag i Tjeckien. Det ligger i den centrala delen av landet, 25 km nordväst om huvudstaden Prag.